# Enigmosaurus mongoliensis
Il nome di questo dinosauro la dice lunga su quanto effettivamente se ne sappia: Enigmosaurus mongoliensis, descritto nel 1983 sulla base di un bacino parziale dissotterrato in terreni del tardo Cretaceo della Mongolia, è subito apparso come un dinosauro misterioso. Nonostante i resti fossili siano davvero pochi, il bacino include caratteristiche dei due principali gruppi di dinosauri, ovvero gli ornitischi e i saurischi.
Enigmosaurus fa parte di quel gruppo di dinosauri noti come terizinosauri, strani saurischi misteriosi che solo recentemente sono stati classificati come teropodi tetanuri molto particolari. Probabilmente, la lunghezza dell'animale doveva aggirarsi sui 7 metri.
La specie tipo, Enigmosaurus mongolensis, fu denominata nel 1983 da Barsbold e Perle, sulla base dell'insolita forma delle sue pelvi. È considerevolmente più grande dell'Erlikosaurus.